# Horace M. Wade

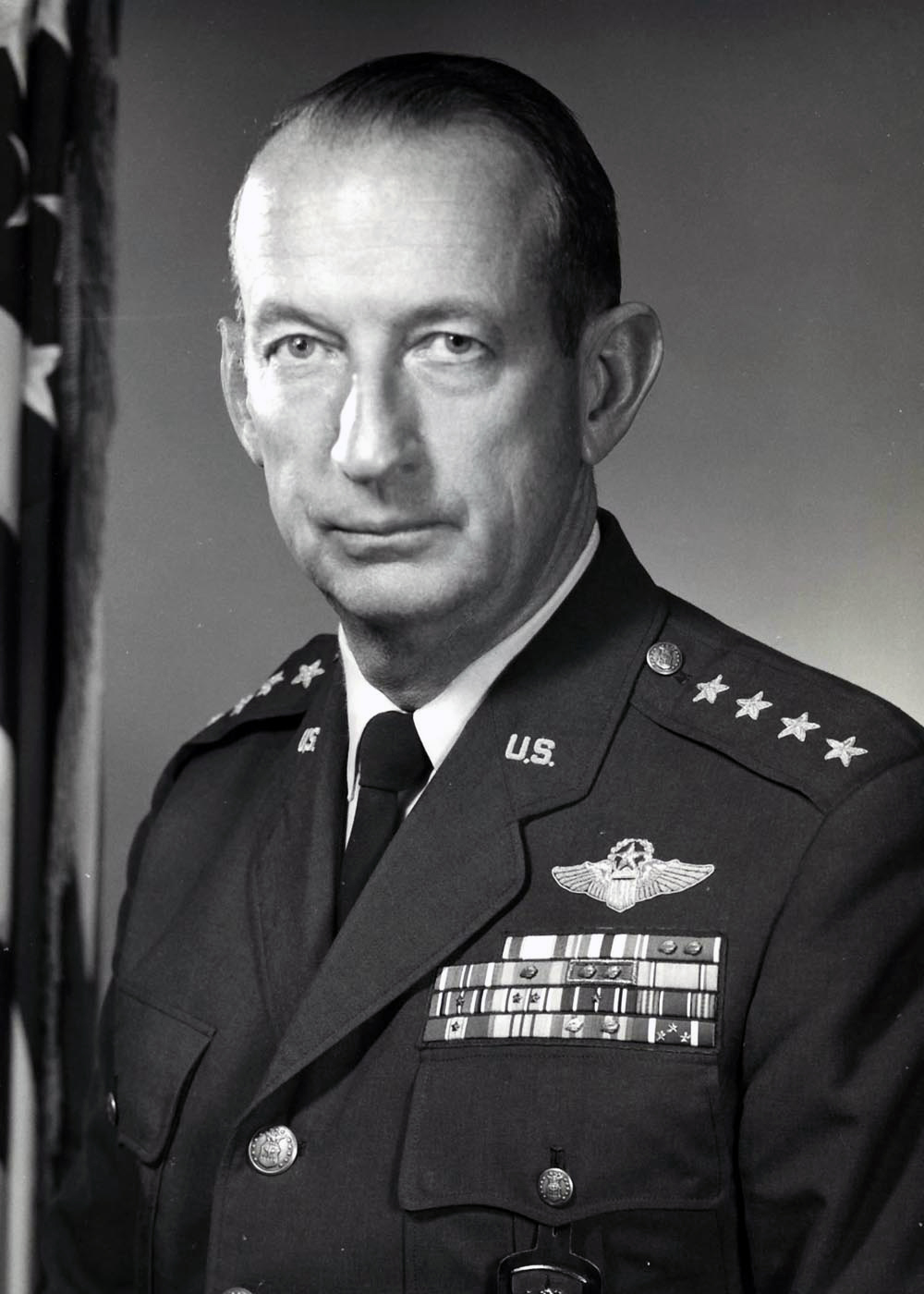
Horace M. Wade als General

Horace Milton Wade (* 12. März 1916 in Magnolia, Arkansas; † 14. Juni 2001 in Tucson, Arizona) war ein US-amerikanischer Offizier der US Air Force, der unter anderem als General zwischen 1968 und 1969 Befehlshaber der Vierten Alliierten Taktischen Luftflotte der NATO (Fourth Allied Tactical Air Force) sowie zuletzt von 1972 bis 1973 Vizechef des Luftwaffenstabes (Vice Chief of Staff of the Air Force) war. Als Pilot flog er verschiedene Typen von Mehrstrahlflugzeugen und absolvierte mehr als 8450 Flugstunden.

## Leben

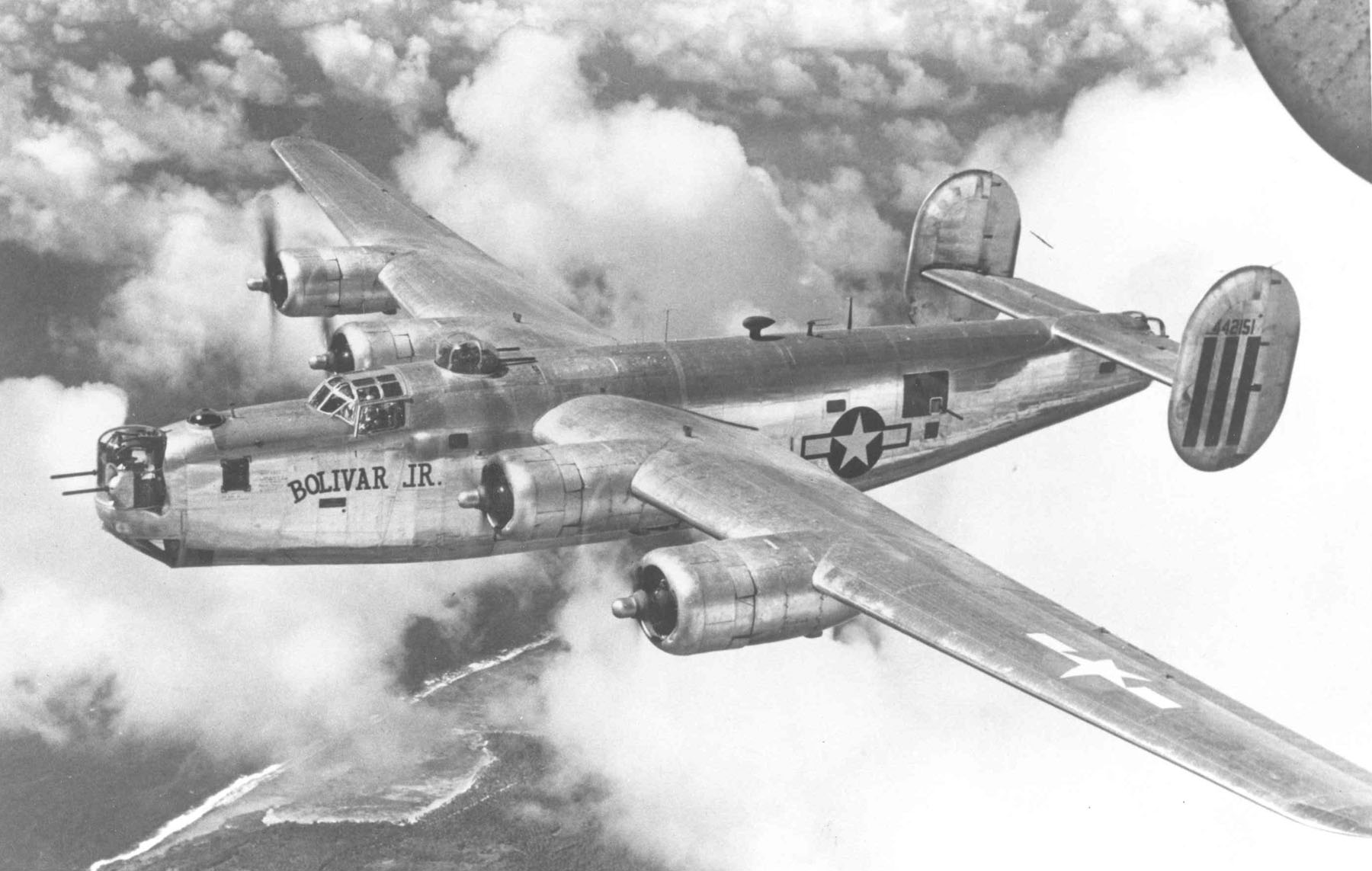
Wade flog während des Zweiten Weltkrieges unter anderem mit Consolidated B-24 „Liberator“-Bombern bis 1943 36 Kampfeinsätze in Südostasien und im Mittleren Osten.

Horace Milton Wade war das zweite von fünf Kindern des Geistlichen Junius Allen Wade (1886–1959) und dessen Ehefrau Ira Antoinette Torbet Wade (1886–1951). Sein jüngerer Bruder James Edwin Wade (1917–1993) diente ebenfalls in der US Air Force im Zweiten Weltkrieg, im Koreakrieg sowie im Vietnamkrieg und wurde zuletzt zum Oberstleutnant befördert. Er selbst kehrte nach dem Besuch der High School in Wortham nach Arkansas zurück und begann dort ein grundständiges Studium am Magnolia Agricultural and Mechanical Junior College, das er 1936 mit einem Bachelor of Arts (BA) beendete. Während des Studiums begann er seine militärische Laufbahn, als er 1934 der D-Kompanie des 153. Infanterieregiments der Arkansas National Guard beitrat. 1937 begann er seine Pilotenausbildung an der Flugschule des Heeresfliegerkorps (US Army Air Corps Flying School) auf dem Militärflugplatz Randolph Field. Nach deren Abschluss wurde er im Oktober 1938 als Leutnant (Second Lieutenant) in die Reserve des US Army Air Corps übernommen.
Nach einer weiteren fliegerischen Ausbildung wurde er zu der auf dem Hamilton Army Airfield stationierten 111. Bomberstaffel (11th Bombardment Squadron) der 7. Bombergruppe (7th Bombardment Group) versetzt sowie nach dem japanischen Angriff auf Pearl Harbor am 7. Dezember 1941 und dem darauf folgenden Eintritt der Vereinigten Staaten in den Zweiten Weltkrieg am 11. Dezember 1941 mit seiner Einheit in den Südwestpazifikraum verlegt. In den folgenden Kriegsjahren diente er auf den Kriegsschauplätzen China-Burma-Indien sowie im Mittleren Osten. Er nahm an 36 Kampfeinsätzen mit Boeing B-17 „Flying Fortress“- sowie Consolidated B-24 „Liberator“-Bombern teil, ehe er 1943 in die USA zurückkehrte. Für seine dortigen Verdienste wurde ihm durch Allgemeine Verordnung General Orders No. 22 des Hauptquartiers der US Army Forces in the Middle East (USAFIME) 1942 der Silver Star sowie das Distinguished Flying Cross verliehen.
Nach einer kurzzeitigen Verwendung als Kommandeur der auf dem Militärflugplatz Gowen Field stationierten 29. Bombergruppe (29th Bombardment Group) war Wade für einige Monate Taktischer Luftinspektor der Zweiten US-Luftflotte (Second Air Force). Im Juli 1944 wurde er in den Generalstab ins Kriegsministerium (Department of War) versetzt.

### Nachkriegszeit und Aufstieg zum General

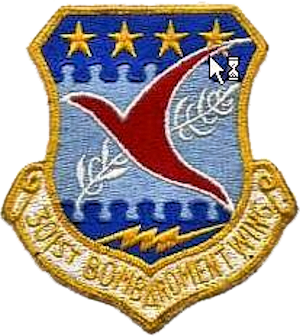
Horace M. Wade wurde im Februar 1951 Kommandeur des 301. Bombergeschwaders (301st Bombardment Wing), das auf der Barksdale Air Force Base stationiert war.

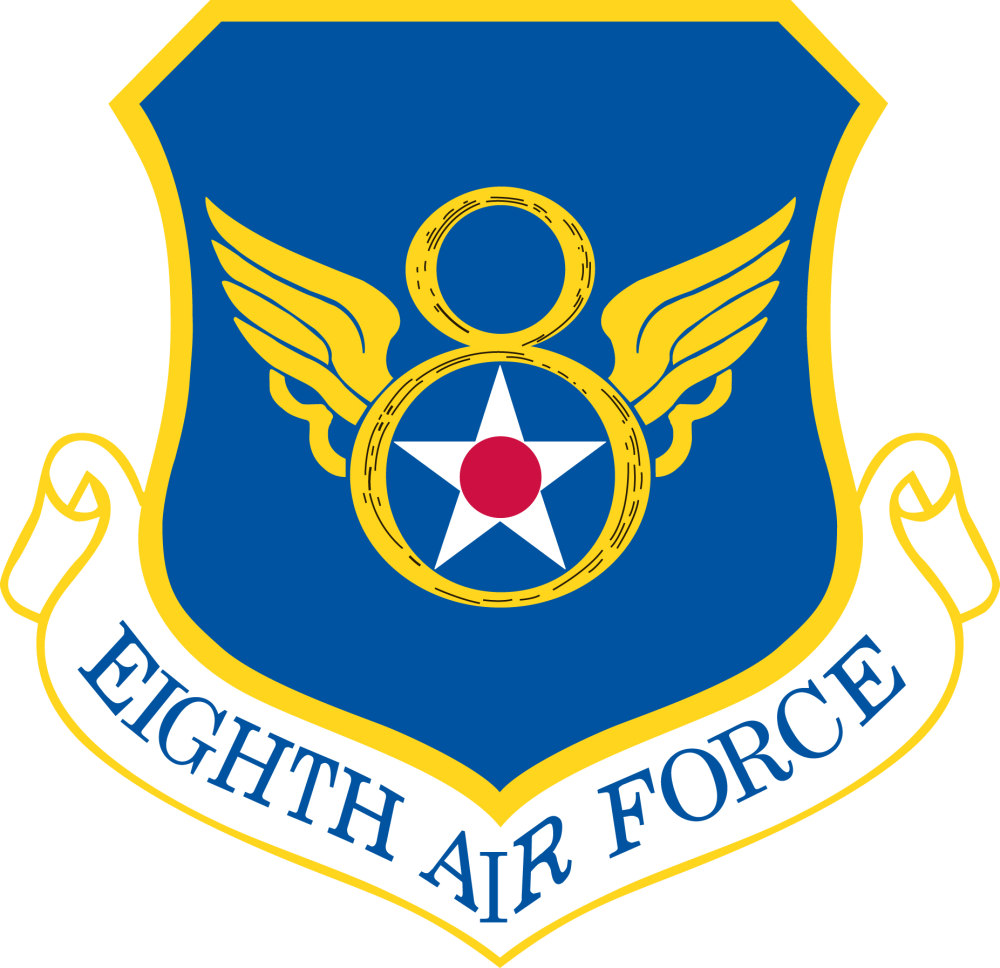
Generalleutnant Wade war zwischen 1964 und 1966 Kommandeur der auf der Westover Air Force Base stationierten Achten US-Luftflotte (Eighth Air Force).

Nach Kriegsende übernahm Horace M. Wade im März 1946 den Posten als stellvertretender Chef des Stabes des Lufttransportkommandos ATC (Air Transport Command) und absolvierte zudem ein postgraduales Studium im Fach Betriebswirtschaftslehre an der University of Arkansas, welches er im Februar 1948 mit einem Bachelor of Business Administration abschloss. Im August 1949 wurde er zum Strategischen Luftkommando SAC (Strategic Air Command) und diente dort im 5. Strategischen Aufklärungsgeschwader (5th Strategic Reconnaissance Wing) auf der Mountain Home Air Force Base sowie anschließend im 91. Strategischen Aufklärungsgeschwader (91st Strategic Reconnaissance Wing) auf der Barksdale Air Force Base. Daraufhin übernahm er im Februar 1951 den Posten als Kommandeur des 301. Bombergeschwaders (301st Bombardment Wing), das ebenfalls auf der Barksdale Air Force Base stationiert war.
Nachdem er das National War College (NWC) in Fort Lesley J. McNair abgeschlossen hatte, wurde er im Juni 1955 Direktor der Personalabteilung im Hauptquartier des Strategischen Luftkommando auf der Offutt Air Force Base. Danach übernahm er im Sommer 1959 den Posten als Kommandeur der zum Strategischen Luftkommando gehörenden 4310. Luftdivision (4310th Air Division), die auf der Nouasseur Air Base in Marokko stationiert war, sowie im Oktober 1961 als stellvertretender Kommandeur der Achten US-Luftflotte (Eighth Air Force) auf der Westover Air Force Base, ehe er im August 1962 im Verteidigungsministerium (US Department of Defense) Assistierender Stellvertretender Chef des Luftwaffenstabes für Planung und Programme (Assistant Deputy Chief of Staff, Plans and Programs, Headquarters US Air Force) wurde.
Am 1. Dezember 1964 übernahm Wade den Posten als Kommandeur der auf der Westover Air Force Base stationierten Achten US-Luftflotte (Eighth Air Force) und wurde in dieser Verwendung zum Generalleutnant (Lieutenant General) befördert. Daraufhin kehrte er im August 1966 wieder ins Hauptquartier der US Air Force zurück und übernahm die Funktion als Stellvertretender Chef des Luftwaffenstabes für Personal (Deputy Chief of Staff for Personnel). Am 1. August 1968 wurde er zum General befördert und als Nachfolger von General Maurice A. Preston zum Oberkommandierenden der US-Luftstreitkräfte in Europa CINCUSAFE (Commander-in-Chief, US Air Forces in Europe) mit Sitz in Wiesbaden ernannt. Zugleich wurde er in Personalunion Befehlshaber der Vierten Alliierten Taktischen Luftflotte der NATO (Commander, Fourth Allied Tactical Air Force) und hatte diese beiden Funktionen bis Februar 1969 inne, woraufhin General Joseph R. Holzapple seine Nachfolge antrat. Im Februar 1969 erfolgte seine Ernennung zum Chef des Stabes im Obersten Hauptquartier der Alliierten Streitkräfte der NATO in Europa SHAPE (Chief of Staff, Supreme Headquarters Allied Powers Europe).
Zuletzt wurde General Horace M. Wade am 1. Mai 1972 Nachfolger von General John C. Meyer als Vizechef des Luftwaffenstabes (Vice Chief of Staff of the Air Force). Diesen Posten hatte er bis zu seinem Eintritt in den Ruhestand am 31. Oktober 1973 inne, woraufhin General Richard H. Ellis seine Nachfolge antrat. Für seine Verdienste im Vietnamkrieg wurde er zwei Mal mit der Air Force Distinguished Service Medal sowie drei Mal mit dem Legion of Merit ausgezeichnet. Als Pilot flog er verschiedene Typen von Mehrstrahlflugzeugen und absolvierte mehr als 8450 Flugstunden. Er war bis zu seinem Tode mit Christine M. Wade (1916–2014) verheiratet und wurde nach seinem Tode auf dem US Air Force Academy Cemetery in Colorado Springs beigesetzt.

## Auszeichnungen
Auswahl der Dekorationen, sortiert in Anlehnung an die Order of Precedence of Military Awards:
- Air Force Distinguished Service Medal (2×)
- Silver Star
- Legion of Merit (3×)
- Distinguished Flying Cross
- Air Medal (2×)